# David Maybury-Lewis
David Henry Peter Maybury-Lewis (Hyderabad, 5 de maio de 1929 — Cambridge, 2 de dezembro de 2007) foi um antropólogo, etnólogo, pesquisador e professor universitário britânico.
Membro correspondente da Academia Brasileira de Ciências e grande oficial Ordem Nacional do Mérito Científico, era especialista em etnologia dos povos do Brasil Central. Foi também um ativista dos direitos dos povos indígenas e professor emérito da Universidade Harvard. 

## Biografia
David nasceu em 1929, em Hyderabad, província de Sinde, no atual Paquistão, mas que na época era parte da Índia Britânica. Seu pai era engenheiro responsável pela construção de canais e represas na região. O fascínio de David por outras culturas surgiu nesse período, em que a família se mudava com frequência devido ao trabalho do pai, o que o levou a aprender não apenas o inglês, mas também o urdu.
Já adolescente, ele foi enviado para a Inglaterra, para estudar na King's School, em Canterbury. Serviu o Exército Real por um ano, de 1948 a 1949, de onde saiu para ingressar na Universidade de Cambridge, onde estudou línguas modernas. Fez ainda mestrado em Ciências Sociais na Universidade de São Paulo e doutorado pela Universidade de Oxford. O estudo do idioma espanhol o levou a se aprofundar no processo violento de colonização das Américas o que o fez levar a esposa e o filho com ele para viver entre os povos Xerente e Xavante, na Amazônia Brasileira, na década de 1950, cuja experiência serviu de base para o seu doutorado em antropologia.
Na década de 1960, David ingressou na Universidade Harvard como instrutor de antropologia social, tornando-se professor em 1969. Foi Chefe do Departamento de Antropologia da universidade de 1973 a 1981. Nas décadas de 1960 e 1970, David foi o líder de um projeto de antropologia tendo como foco o Brasil, documentando as interrelações entre as várias tribos indígenas da região e criando novas abordagens dentro da antropologia. O gradual desaparecimento das tribos era um motivo de grande preocupação para David.
David ajudou a lançar novos programas de Antropologia Social na Universidade Federal do Rio de Janeiro e na Universidade de Brasília e um novo programa de Ciências Sociais na Universidade Federal de Pernambuco. Ele e sua esposa já fizeram várias expedições de campo às populações indígenas do Brasil, bem como também pesquisas sobre os problemas das mudanças sociais e desenvolvimento do país.
Junto da esposa, David criou a Cultural Survival, em 1979, uma organização sem fins lucrativos para promover e proteger os direitos dos povos indígenas. David presidiu a entidade até sua morte. David e sua esposa, Pia, receberam o Service Award da Associação Antropológica Americana, em 1988, por seu trabalho na Cultural Survival e a Medalha de Ouro Anders Retzuis, da Sociedade Sueca de Antropologia e Geografia, em 1998. David foi autor de oito livros.

## Morte
David morreu em casa, em 2 de dezembro de 2007, aos 78 anos, em Cambridge, Massachusetts, devido a complicações desencadeadas pela Doença de Parkinson. Deixou a esposa Pia, os filhos Biorn e Anthony e quatro netos.
Sua esposa, Elsebet H. “Pia” Maybury-Lewis, faleceu em 4 de novembro de 2015, de complicações causadas por um câncer.